# Tushpa
Tushpa est la capitale de l'antique royaume d'Urartu. Le site de la ville est dominé au nord par l'arête rocheuse occupée par les ruines de Van Kalesi (forteresse de Van), sur les bords du lac de Van, en Turquie orientale.
Tushpa a été élevée au rang de capitale de l'Urartu par Sarduri Ier. Cette citadelle avait une longueur de 1 050 mètres et une largeur variant de 125 mètres à 50 mètres, pour une surface de 4 hectares. Elle était bâtie au-dessus de la ville de même nom, qui s'étendait sur un espace d'environ 30 hectares, sur les escarpements bordant le lac de Van. Sa construction constitua une tâche ardue en raison de l'étroitesse du lieu sur lequel elle fut bâtie.
Les murs étaient ainsi de type cyclopéen, solidement ancrés dans la roche taillée et ils avaient donc de solides fondations. Du fait de la topographie du site, la hauteur des murs variait. Leur largeur était d'environ 3 mètres, et tout leur long étaient parsemées des tourelles de défense. La pierre des murs était extraite de carrières locales, mais elle pouvait aussi provenir de blocs de basalte venant d'une région volcanique située de l'autre côté du lac. Certains blocs de pierre pouvaient peser plus de 20 tonnes. Les bâtiments renfermés dans la citadelle (la forteresse en elle-même) étaient eux faits de briques séchées, comme partout au Proche-Orient, et s'élevaient à 20 mètres de hauteur environ. Pour soutenir les toits, on utilisait des poutres en bois, et de solides piliers. Du fait de la topographie du site sur lequel était implantée cette forteresse, les bâtiments se trouvaient à des niveaux différents. Ils étaient reliés entre eux par un réseau de cours et d'escaliers.
Le site de Van Kalesi est le précurseur des forteresses urartéennes. Son monument principal est le "château de Sarduri". On y a aussi retrouvé des monuments taillés dans la roche, dont des mausolées.